# Газневіди
Газневіди (перс. غزنویان) — династія правителів тюркського походження, що з 975 по 1186 рік правила на значній території в Азії: частині Персії, Трансоксанії і північних областях індійського субконтиненту. Династію заснував Себук-Тегін із центром у Газні після смерті тестя, Алп-тегіна. Алп-тегін був спочатку полководцем у Саманідів, однак відколовся від них і почав правити самостійно.
Хоча династію заснували тюрки, держава, в якій вони правили, була перською за мовою, культурою, літературою та звичаями, а тому династію часто вважають радше перською.
Син Себук-тегіна Махмуд Газневі розширив володіння Газневідів до Амур-Дар'ї, в долину Інду й до Індійського океану на сході, а на заході до території сучасного Ірану. При правлінні Масуда I Газневіди втратили контроль над західними землями, зазнавши поразки від сельджуків у битві при Данданакані. Після цього їхні володіння охоплювали території сучасного Афганістану, Західного Пенджабу та Белуджистану. 1151 року султан Баграм-шах втратив Газні під натиском військ Гуридів.

## Сходження до влади
Серед гулямів Саманідів виділялися військові родини Сімджуридів та Газневідів. Сімджуриди отримали в управління область у північному Афганістані. Після смерті Абд аль-Маліка I дві родини вели між собою боротьбу за призначення нового еміра, яким би могли управляти. Абд аль-Малік помер 961 року, й між його братами зав'язалася боротьба за владу. Двір, в якому більший вплив мали писарі, а не полководці тюркського походження, відкинув претензії Алп-Тегіна на трон. Еміром став Мансур I, а Алп-Тегін обачливо відійшов на південь від Гіндукуша, і 962 року заснував свою державу в Газні. Сімджуриди контролювали Хорасан на південь від Аму-Дар'ї, але через боротьбу з Буїдами не змогли пережити розпад держави Саманідів.
Боротьба за владу між тюркськими полководцями прискорила занепад Саманідів. Їхньою слабкістю скористалися нещодавно навернені в іслам карлуки. 992 року вони окупували Бухару й встановили в Трансоксанії династію Караханідів. Після смерті Алп-Тегіна 993 року Газневідів очолювали Ішак ібн Алп-Тегін, а потім Себук-тегін. Син Себук-тегіна Махмуд Газневі уклав із Караханідами угоду, за якою кордон між володіннями було встановлено по Аму-Дар'ї.

## Розквіт
Зять Алп-тегіна Себук-тегін почав розширювати володіння Газні, захоплюючи землі Саманідів, які відповідають сучасному Афганістану й частково Пакистану. Перський історик 16 століття Ферішта виводить родовід Себук-тегіна від Сассанідів, однак сучасні історики вважають це лише спробою встановити зв'язок із стародавньою Персією. Після смерті Себук-тегіна владу тимчасово успадкував його син Ісмаїл, однак 998 року його переміг брат Махмуд.
З Махмудом Газневі асоціюється розквіт держави Газневідів. При ньому завершилося підкорення земель Саманідів, він захопив Мултан, Сіндх і частину територій Буїдів. Правління Махмуда стало золотою добою династії. Він здійснив 17 походів у північну Індію, підкорив собі або змусив платити данину численні індійські князівства. Походи приносили йому велику військову здобич. За його правління землі Газневідів простягалися від Каспійського моря до Ямуни.

## Занепад
Махмуд помер 1030 року й залишив свої володіння сину Мухаммеду, людині слабкій. Його брат Масуд попросив у нього три провінції, які він завоював власним мечем. Мухаммед не погодився, і як наслідок Масуд скинув і осліпив його. Але Масуд не зміг зберегти завоювання. 1040 року війська Газневідів зазнали важкої поразки від сельджуків у битві при Данданагані, і Масуд втратив землі в Ірані та Середній Азії. Він зібрав свої багатства, сподіваючись організувати військо й правити в Індії, але його зрадили власні сили. Мухаммеда проголосили правителем, а Масуд загинув у в'язниці. Його син Мадуд, правитель Балху, довідавшись про смерть батька напав на Газні й переміг синів сліпого Мухаммеда. Однак, держава скоро розпалася, більшість правителів областей не визнали владу Мадуда. Упродовж 9 років на трон у Газні претендували 4 правителі.
1058 року державу Газневідів очолив син Масуда Ібрагім. Його правління продовжувалося до 1098. Він стабілізував становище, уклавши мир із сельджуками й відновивши культурні та політичні зв'язки. Відрізані від західних земель, Газневіди підтримувалася за рахунок рейдів у Північну Індію, попри жорсткий опір індійських правителів, таких як Парамари з Малви та Гахадвали з Каннауджа.
Масуд III правив 16 років, а після його смерті 1115 року, почалася боротьба за владу між його синами, яка завершилася схожденням Баграм-шаха, який визнав себе васалом сельджуків. 1117 року він переміг свого брата Арслана в битві при Газні. Баграм-шах був останнім правителем Газні. Його правління тривало 35 років. 1151 року місто захопив Алауддін Гуссейн, правитель Гуридів. Газні горіло 7 днів, а Алауддін отримав прізвисько «Спалювача світу». Сельджуки допомогли Газневідам повернутися, але боротьба з Гуридами продовжувалася, й Газневіди поступово втрачали свої землі. У північно-західній частині Індії вони втримували владу до завоювання Лахора Мухаммадом Горі 1186 року.

## Військові сили
Ядро війська Газневідів складали переважно тюрки. Крім того в розпорядженні Газневідів були тисячі афганців, зібраних із областей на південь від Гіндукушу. За правління султана Махмуда в Бості було організовано спеціальний центр військової підготовки. Ця область славилася своїми ковалями, і тут вироблялася зброя. Після завоювання Пенджабу Газневіди почали використовувати індійських вояків.
Подібно до інших династій, що виросли з Аббасидського халіфату, Газневіди організували адміністративне управління й військову тактику за аббасидським зразком. Особливі риси відповідали вимогам географічного регіону. Завдяки доступу до долини між Індом та Гангом Газневіди першими з мусульман стали використовувати бойових слонів.

## Держава і культура
Газневідські султани були тюркського походження, але всі свідчення про них арабські чи перські. Оскільки султани спиралися на тюрські війська, мабуть, в культурі держави був певний тюркський елемент. Проте, за свідченнями, політично-адміністративний апарат мав перське походження й опирався на перські традиції.державобудування. У цій системі правитель був віддаленою, ледь не божественною фігурою, що стояла над масою купців, ремісників та селян, зобов'язаних в усьому йому коритися, понад усе в сплаті податків. Перси складали основу бюрократії, що піклувалася про поточні справи й забезпечувала фінансування професійного війська.